# Bufo-malaio
Bufo-malaio (Bubo sumatranus) é uma espécie de ave estrigiforme pertencente à família Strigidae.